# Бикфордов шнур (фильм)
«Бикфордов шнур» (босн. Gori vatra, англ. Fuse) — фильм, трагикомедия режиссёра Пьера Жалицы. Фильм лауреат фестиваля в Локарно ("Серебряный леопард"). Жалица назвал одним из источников вдохновения при создания сценария картины пьесу "Ревизор".

## Сюжет
События происходят в небольшом боснийском городке Тешань, вскоре после гражданской войны. Жители постепенно переходят к мирной жизни, возвращаются в свои дома беженцы. В прошлом глава местной полиции, Заим ныне опустился и злоупотребляет алкоголем. Он не может смириться с потерей: его сын Аднан пропал без вести, видимо погиб и не отомщён. Заима посещает призрак погибшего сына, с которым он ведет беседы, окружающие считают, что мужчина лишился рассудка. Город взбудоражила новость — их собирается посетить Билл Клинтон и стать своеобразным крестным отцом города. Мэр города ожидает привлечения внимания и финансовую помощь. Начинается поспешное устранение недостатков. На подготовку всего неделя. Коррумпированное руководство города пытается избавиться от криминала и этнического противостояния сербов и боснийцев, организовывая показное благополучие. Заим решает потребовать от Клинтона, чтобы ему вернули сына.
В город возвращается беженка певица Хитка, у которой до войны были отношения с Аднаном. Местные считают, что она сотрудничала с сербами и презирают её. Второй сын Заима Фарук, работает в местой пожарной бригаде. От Хитки он узнаёт о последних часах жизни Аднана, который пытался бежать с Хиткой, но погиб. Тело Аднана находят и опознают. Фарук приносит отцу вещи покойного сына и просит его наконец успокоиться. В день, когда город ждёт почетного гостя, Заим, вместе с призраком сына, сводит счёты с жизнью, обвесившись гранатами и взорвав свой дом бытовым газом. Опасаясь террористического акта, кортеж с почетным гостем проезжает через городок не останавливаясь. В концовке Фарук прощается с призраками отца и брата и просит их не тревожить его.

## В ролях
- Богдан Диклич — Заим
- Енис Бешлагич — Фарук
- Ясна Залица — Хитка
- Феда Штукан —Аднан
- Сенад Башич — Велича
- Изудин Барович — Мугдим
- Саша Петрович — Хусниша

## Призы
- Приз «Серебряный леопард» на МКФ в Локарно (2003).
- Премия Европейской киноакадемии Пьер Жалица, специальное упоминание (2003).
- Лучший игровой фильм на фестивале «Raindance» в Великобритании (2003).
- Приз за лучшую мужскую роль на фестивале в Амьене (2003).
- Приз за лучший фильм и приз зрительских симпатий на кинофестивале в Сараево (2003).
- Приз «Золотая звезда» за лучший фильм на МКФ в Марракеше (2003).